# Михалково (бывшая деревня)
Михалко́во — бывшая деревня к западу от Москвы, в 1960 году вошедшая в её состав и ликвидированная. До 1912 года упоминается в справочниках как «Михайловская». Располагалась на территории нынешней промзоны «Очаково». Ни одного строения деревни не сохранилось. В честь деревни в соседнем посёлке Мещерский назывался Михалковский проспект, в 1962 году переименованный в 6-й Дачно-Мещерский проезд.

## История
Деревня возникла в XVIII веке. В письменных источниках упоминается за 1773 год. На карте Московской губернии впервые показана в 1812 году под названием «Михайловка». С 1852 по 1912 год регулярно упоминается в памятных книжках и других справочных изданиях как «Михайловская». На карте 1878 года отмечена как «Михалкова», там же указаны её размеры — 25 дворов. Юго-восточнее деревни (примерно в окрестностях нынешней Малой Очаковской улицы) находился господский дом. На всех картах до 1968 года показан пруд, в настоящее время не существующий.
Деревня, как следует из памятных книжек, располагалась в 16 верстах от становой квартиры, в 8 верстах от волостного правления (село  Троицко-Голенищево), в 11 верстах от границы Москвы, в полверсте от железнодорожной станции Востряково (следует иметь в виду, что в 1940-х годах станция Востряково была упразднена, а пассажирская платформа перенесена западнее). В 1912 году в ней имелось 50 дворов.
Деревня до 1917 года входила в состав Троицко-Голенищевской волости, а с 1918 по 1929 — Козловской волости. В 1929 году в ходе реформы административного деления вошла в Кунцевский район, образовав Михалковский сельсовет; известно, что в эти годы в ней была начальная школа. 14 июня 1954 года сельсовет был упразднён. В 1950 году Михалково вместе с соседними деревнями вошли в состав объединённого колхоза имени Сталина, а затем в 1959 году — в состав совхоза «Матвеевский».
18 августа 1960 года Москва была расширена, её новой границей стала строящаяся Московская кольцевая автомобильная дорога. Михалково вошло в состав столицы. В семидесятые деревня была снесена, а её территория была использована для нужд очаковской промзоны. К моменту сноса в деревне было около 100 домов, протяжённость главной улицы составляла более 1 км и жители называли её Сиреневой. В 1980 году на месте деревни открылся Московский комбинат шампанских вин (МКШВ).

## Население
- 1852 год — 163
- 1890 год — 207
- 1899 год — 248[8]